# Brasil na Universíada de Verão de 2021
O Brasil participou da Universíada de Verão de 2021, que aconteceu em Chengdu, na China, entre 28 de julho e 8 de agosto de 2023.
Foram 154 atletas — 80 masculinos e 74 femininos — em 10 modalidades olímpicas e uma não olímpica — o wushu.

## Competidores
Estas foram as modalidades e atletas que disputaram a edição:
| Esporte            | Masculino | Feminino | Total |
| ------------------ | --------- | -------- | ----- |
| Atletismo          | 15        | 15       | 30    |
| Badminton          | 2         | 2        | 4     |
| Basquetebol        | 12        | 11       | 23    |
| Judô               | 7         | 7        | 14    |
| Natação            | 16        | 11       | 27    |
| Saltos ornamentais | 2         | 2        | 4     |
| Taekwondo          | 8         | 8        | 16    |
| Tênis              | 2         | 1        | 3     |
| Tênis de mesa      | 3         | 3        | 6     |
| Voleibol           | 11        | 12       | 23    |
| Wushu              | 2         | 2        | 4     |
| Total              | 80        | 74       | 154   |

## Medalhas

### Medalhistas
Estes foram os medalhistas desta edição:
| Medalha                                                                            | Esporte                                                                             | Atleta | Prova                                  |
| ---------------------------------------------------------------------------------- | ----------------------------------------------------------------------------------- | --- | -------------------------------------- |
| Prata                                                                              | Atletismo                                                                           | Marlene dos Santos | Feminino – 400m com barreiras          |
| Prata                                                                              | Atletismo                                                                           | Anny de Bassi Giovana dos Santos Letícia Lima Marlene dos Santos | Feminino – 4 x 400 m                   |
| Prata                                                                              | Basquetebol                                                                         | \| Adyel Borges Caio Pacheco Daniel Onwenu Dikembe André Felipe Ruivo Guilherme Abreu \| João Pereira Jonas Buffat Lucas Siewert Paulo Junior Rafael Munford Victor da Silva \| | Masculino                              |
| Prata                                                                              | Natação                                                                             | Eduardo Moraes | Masculino – Nado livre – 400m          |
| Prata                                                                              | Natação                                                                             | Breno Correia Lucas Peixoto Pedro Spajari Vinícius Assunção | Masculino – Nado livre – 4x100m        |
| Prata                                                                              | Natação                                                                             | Lucas Peixoto | Masculino – Nado livre – 50m           |
| Prata                                                                              | Saltos ornamentais                                                                  | Anna Lúcia Santos Rafael Silva | Misto – Trampolim de 3m – Sincronizado |
| Bronze                                                                             | Judô                                                                                | Agatha Silva | Feminino – +78kg                       |
| Bronze                                                                             | Judô                                                                                | Agatha Silva Luana da Costa Maria Guilherme Millena da Silva Shirley do Nascimento Tainna Mota Thayna Lemos                                                                     | Feminino – Equipe                      |
| Bronze                                                                             | Natação                                                                             | Lucas Peixoto | Masculino – Nado livre – 100m          |
| Bronze                                                                             | Natação                                                                             | Breno Correia Fernanda Celidonio Luanna Oliveira Marco Júnior Vinícius Assunção                                                                                                 | Misto – Nado livre – 4x100m            |
| Bronze                                                                             | Natação                                                                             | Breno Correia Eduardo de Moraes Kaique Alves Matheus Gonche Vinícius Assunção                                                                                                   | Masculino – Nado livre – 4x200m        |
| Bronze                                                                             | Natação                                                                             | Jhennifer Conceição | Feminino – Nado Peito – 50m            |
| Adyel Borges Caio Pacheco Daniel Onwenu Dikembe André Felipe Ruivo Guilherme Abreu | João Pereira Jonas Buffat Lucas Siewert Paulo Junior Rafael Munford Victor da Silva | |                                        |

### Por modalidade
Estes foram as medalhas por modalidade nesta edição:
| Esporte            | Medalha de ouro | Medalha de prata | Medalha de bronze | Total de medalhas |
| ------------------ | --------------- | ---------------- | ----------------- | ----------------- |
| Atletismo          | 0               | 2                | 0                 | 2                 |
| Basquetebol        | 0               | 1                | 0                 | 1                 |
| Judô               | 0               | 0                | 2                 | 2                 |
| Natação            | 0               | 3                | 4                 | 7                 |
| Saltos ornamentais | 0               | 0                | 1                 | 1                 |
| Total              | 0               | 7                | 6                 | 13                |